# سوهاسینی مانیراتنام
سوهاسینی مانیراتنام (انگلیسی: Suhasini Maniratnam؛ زادهٔ ۱۵ اوت ۱۹۶۱) یک هنرپیشه، و کارگردان اهل هند است. وی از سال ۱۹۸۰ میلادی تاکنون مشغول فعالیت بوده‌است.
از فیلم‌ها یا برنامه‌های تلویزیونی که وی در آن نقش داشته است می‌توان به شوک، شوهر دوست‌داشتنی، نبرد نهایی، جبار سینگ، اسکن، زیارت، قلب را نیشگون نگیرید، نامه‌ها، زمستان را یادته؟، خواهران بی‌نظیر، پاک‌کننده و کانچانا ۲ اشاره کرد.